# 331
331（三百三十一、さんびゃくさんじゅういち）は自然数、また整数において、330の次で332の前の数である。 

## 性質
- 331 は67番目の素数である。1つ前は317、次は337。
  - 約数の和は332。
- 19番目のスーパー素数である。1つ前は283、次は353。
- 331 = 331 + 0 × i (iは虚数単位)
  - a + 0 × i (a > 0) で表される35番目のガウス素数である。1つ前は311、次は347。
- 18番目の 8n + 3 型の素数であり、この類の素数は x2 + 2y2 と表せるが、331 = 132 + 2 × 92 である。1つ前は307、次は347。
- 1 と 3 を使った7番目の素数である。1つ前は313、次は3313。(オンライン整数列大辞典の数列 A020451)
  - a = 3 、b = 1 のときの a…ab の形で表せる30番目の素数である。1つ前は229、次は337。(オンライン整数列大辞典の数列 A062353)
  - 3…31 の形の2番目の素数である。1つ前は31、次は3331。(オンライン整数列大辞典の数列 A123568)
    - 331, 3331, 33331, 333331, 3333331, 33333331 はいずれも素数である。

  - 1と2つの3を使って順序を並べると、313は素数だが、133は合成数。
- 末尾の2桁が31の3番目の素数である。1つ前は131、次は431。(オンライン整数列大辞典の数列 A167388)
- n = 331 のときの (n + 1) × 10n − 1 で表せる 331 × 10331 + 10331 − 1 は素数である。1つ前は181、次は575。(オンライン整数列大辞典の数列 A174352)
- 各位の和が7になる25番目の数である。1つ前は322、次は340。
  - 各位の和が7になる数で素数になる8番目の数である。1つ前は313、次は421。(オンライン整数列大辞典の数列 A062337)
- 各位の積が9になる9番目の数である。1つ前は313、次は911。(オンライン整数列大辞典の数列 A034056)
  - 各位の積が9になる数で4番目の素数である。1つ前は313、次は911。(オンライン整数列大辞典の数列 A107695)
- 331 = 113 − 103
  - n = 11 のときの n3 − (n − 1)3 の値とみたとき1つ前は271、次は397。(オンライン整数列大辞典の数列 A003215)
  - 連続する立方数の差で表せる7番目の素数である。1つ前は271、次は397。
  - 331 = 112 + 11 × 10 + 102
    - 1辺11の立方体を1辺1の立方体1331個を使って作ったとき、同時に見ることができる1辺1の立方体は最大331個である。
- 二進数における独自周期素数（英語版）である。1つ前は257、次は337。(オンライン整数列大辞典の数列 A144755)
- 331 = 52 + 92 + 152 = 92 + 92 + 132
  - 3つの平方数の和2通りで表せる81番目の数である。1つ前は330、次は332。(オンライン整数列大辞典の数列 A025322)
  - 331 = 52 + 92 + 152
    - 異なる3つの平方数の和1通りで表せる93番目の数である。1つ前は324、次は332。(オンライン整数列大辞典の数列 A025339)

## その他 331 に関連すること
- 道路標識331は、歩行者通行止め。
- 年始から数えて331日目は11月27日、閏年は11月26日。
- 空気中の音速は気温0℃で、およそ 331 m/s。
- JR東日本E331系電車は、東日本旅客鉄道の一般形電車。
- 西鉄331形電車は、西日本鉄道で使用されていた路面電車。
- DFS 331は、ドイツ滑空機研究所（DFS）とゴータ車両製造が共同で開発した軍用グライダーの試作機。
- スカパー!のCh331は、ＫＮテレビジョン。
- 第三三一海軍航空隊は、大日本帝国海軍の飛行隊。
- マクドノー  (USS Macdonough, DD-331) は、アメリカ海軍の駆逐艦。
- ブガーラ (USS Bugara, SS-331) は、アメリカ海軍の潜水艦。
- 3月31日は日本における会計年度・学校年度の最終日。
  - カレンダーの数をMMDDの形(Month,Day)で表したとき15番目の素数である。(ただし閏年は16番目) このような素数は58個ある。(ただし閏年は59個)
  - カレンダーの数をMMDDの形(Month,Day)で表したとき次の4月1日(401)と連続する素数日である。このような連続する素数日はあと1組あり大晦日(1231)と正月(101)である。